# نووا وس و خینووا
نووا وس و خینووا (به چکی: Nová Ves u Chýnova) یک منطقهٔ مسکونی در جمهوری چک است که در منطقه تابور واقع شده‌است.
 نووا وس و خینووا ۶٫۶۲ کیلومتر مربع مساحت و ۲۶۴ نفر جمعیت دارد و ۴۲۵ متر بالاتر از سطح دریا واقع شده‌است.